# Le Roi de l'air (film, 1923)
Pour l’article homonyme, voir Le Roi de l'air (film, 1913).
Pour plus de détails, voir Fiche technique et Distribution.
Le Roi de l'air (titre original : Going Up) est un film américain réalisé par Lloyd Ingraham et sorti en 1923. Il est basé sur une comédie de Broadway intitulée The Aviator.

## Synopsis
L'auteur d'une série de romans à succès sur l'aviation a la réputation d'être un pilote chevronné, alors qu'il ne peut pas voler à cause de sa phobie des avions. Cependant, il finit par accepter une course avec un rival.

## Fiche technique
- Titre : Le Roi de l'air
- Titre original : Going Up
- Réalisation : Lloyd Ingraham
- Scénario : Raymond Griffith, Otto A. Harbach, Louis A. Hirsch d'après The Aviator de James Montgomery
- Producteur : Douglas MacLean
- Production : 	Douglas MacLean Productions
- Distributeur : Associated Exhibitors
- Genre : Comédie[1]
- Durée : 60 minutes
- Date de sortie : 30 septembre 1923

## Distribution
- Douglas MacLean : Robert Street
- Hallam Cooley : Hopkinson Brown
- Arthur Stuart Hull : James Brooks
- Francis McDonald : Jules Gaillard
- Hughie Mack : Sam Robinson
- Wade Boteler : John Gordon
- John Steppling : William Douglas
- Mervyn LeRoy : The Bellboy
- Marjorie Daw : Grace Douglas
- Edna Murphy  : Madeline Manners
- Lillian Langdon : Mrs. Douglas